# Santurce (Porto Rico)
Santurce (AFI: /sanˈtuɾse/) è una circoscrizione di San Juan, capitale di Porto Rico. Nel 2010 aveva una popolazione di circa 81.251 abitanti, rendendolo il più popolato di tutta l'isola. Il suo nome deriva da Santurtzi che nella lingua basca significa san Giorgio.
Fondata come San Mateo de Cangrejos nel 1760, Santurce divenne ufficialmente parte del comune di San Juan nel 1863. Dal suo insediamento originale, la sua storia è stata segnata da diverse ondate di immigrazione, in particolare di comunità afro-portoricane, cinesi, ebraiche e dominicane, che hanno lasciato un'impronta culturale nella zona. Nel XX secolo, è cresciuta come un centro economico e culturale chiave di San Juan con un afflusso di aziende, teatri e hotel, rendendola uno dei distretti culturali più significativi di Porto Rico. Oggi, i quartieri di Santurce come Condado e Miramar sono diventati popolari aree turistiche e commerciali.

## Storia

### XVI-XVIII secolo

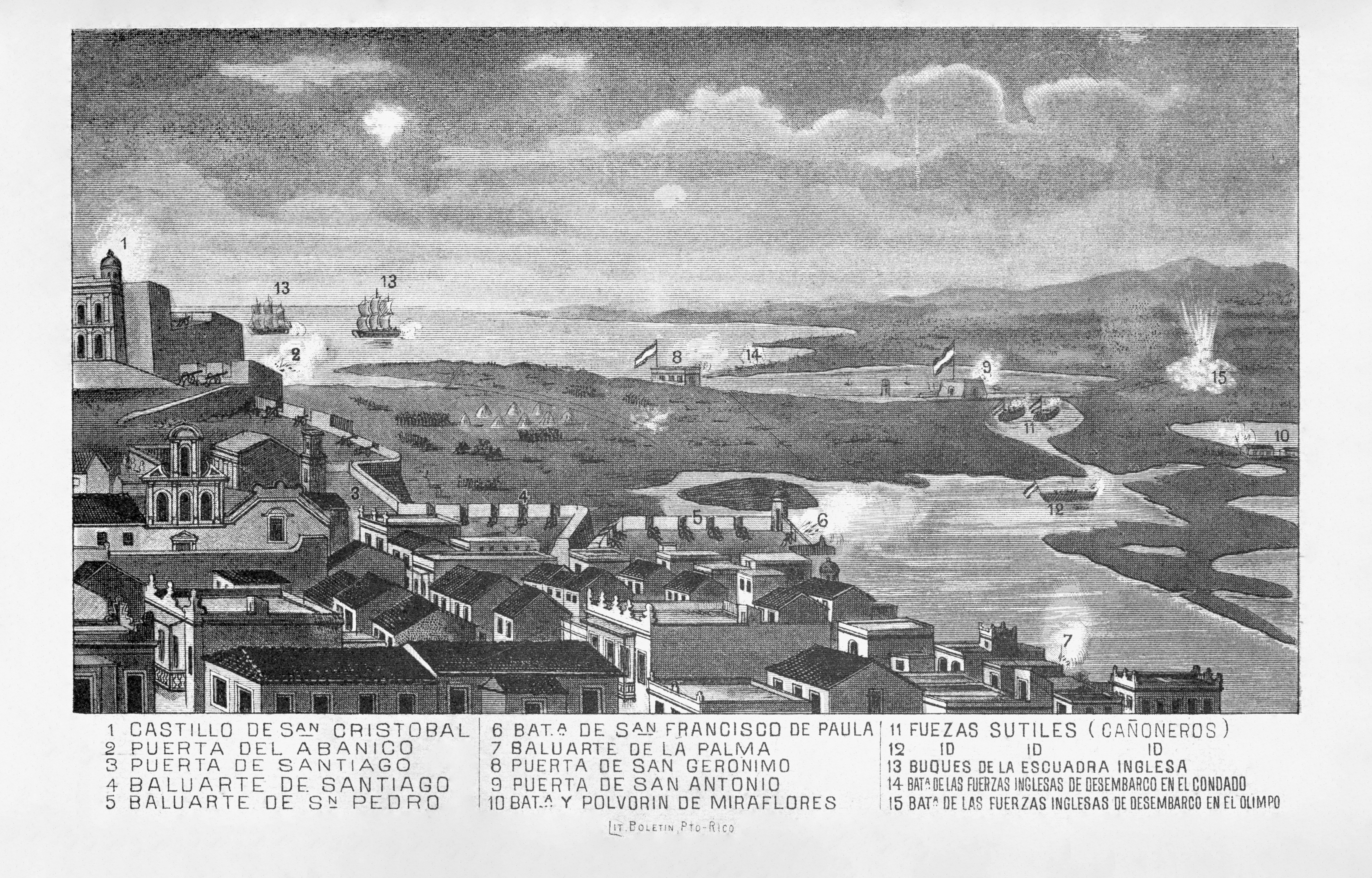
Battaglia di San Juan (1797)

La storia dell'insediamento di Santurce è strettamente legata a quella della Old San Juan per la sua posizione come punto di ingresso più vicino dall'isolotto di San Juan alla terraferma portoricana e per la sua posizione tra la baia di San Juan e la costa atlantica. Il ponte di San Antonio, il primo ponte che collega l'isolotto all'isola principale, fu costruito attraverso la laguna di Condado negli anni '60 del Cinquecento, durante un periodo di sviluppo infrastrutturale e militare di San Juan che vide anche l'edificazione delle sue mura cittadine.
La città di San Mateo de Cangrejos ("San Matteo" dei Granchi) fu fondata ufficialmente nel 1760 da coloni baschi che acquisirono formalmente la terra attorno a quelli che oggi sono i subbarrios di San Mateo, Pulguero e Minillas. L'area attorno a quella che oggi è Isla Grande fu sviluppata anche durante questo periodo con progetti come l'armeria di Miraflores, istituita come parte degli sviluppi delle infrastrutture militari da Alejandro O'Reilly. Santurce fu catturata dagli inglesi sotto il comando di Ralph Abercromby il 18 aprile 1797, durante le prime fasi dell'assedio di San Juan del 1797, ma fu poi liberata il 1º maggio.

### XIX secolo

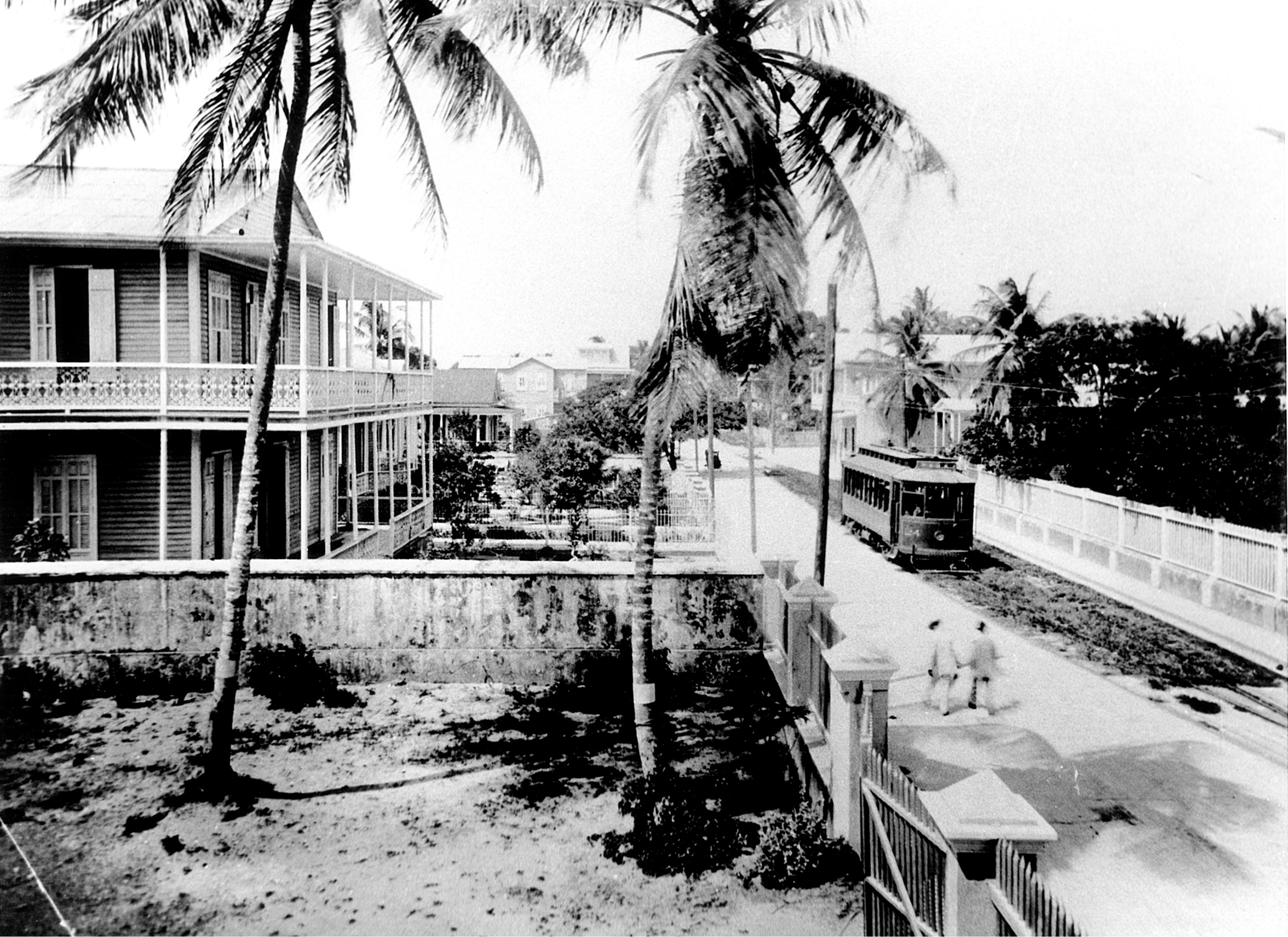
Tram di San Juan

Santurce vide un'ulteriore crescita urbana durante i primi decenni del XIX secolo grazie alla creazione del Camino Real, una strada militare tra San Juan e la città di Río Piedras (allora chiamata El Roble) costruita nel 1810; questo tratto di strada ora noto come Avenida Ponce de León si sarebbe rivelato di estrema importanza nella storia urbana della città di San Juan. La chiesa cittadina, Parrocchia San Mateo de Cangrejos, sarebbe stata fondata anche in questo periodo nel 1832. La creazione della rete telegrafica nel 1858 modernizzò ulteriormente la città, che nel 1863 fu formalmente annessa al comune di San Juan.
Nel 1876, un ingegnere della città portuale di Santurtzi nella regione autonoma dei Paesi Baschi in Spagna, noto come Pablo Ubarri, arrivò sull'isola per aiutare nella costruzione di un sistema ferroviario e di una tramvia a vapore tra San Juan e la città di Río Piedras attraverso il centro di San Mateo de Cangrejos. In seguito gli fu concesso il titolo di conte di Santurce dalla Corona spagnola. Con il titolo e l'influenza appena acquisiti, il distretto fu rinominato con il suo titolo, contea di Santurce (condado de Santurce), una decisione che ha causato controversie da allora. Il distretto turistico di Condado fa risalire la sua etimologia a questo titolo. Il servizio di tramvia a vapore aiutò la popolazione del barrio a crescere notevolmente.
Altri sviluppi chiave durante questo periodo furono la costruzione di un ospedale civile nel 1885 (oggi sede del Museo d'Arte di Porto Rico), l'istituzione dell'illuminazione stradale e della rete elettrica nel 1893, l'installazione dell'infrastruttura telefonica nel 1897 e l'inaugurazione sia del servizio ferroviario che della Carretera Central che collega San Juan a Ponce un anno dopo.
Il trattato di Parigi del 1898 vide il culmine della guerra ispano-americana, con Porto Rico che divenne una colonia degli Stati Uniti. Nel 1899, il Dipartimento della guerra statunitense condusse un censimento nell'isola, rilevando che la popolazione di Santurce era di 5.840 abitanti.

### XX secolo

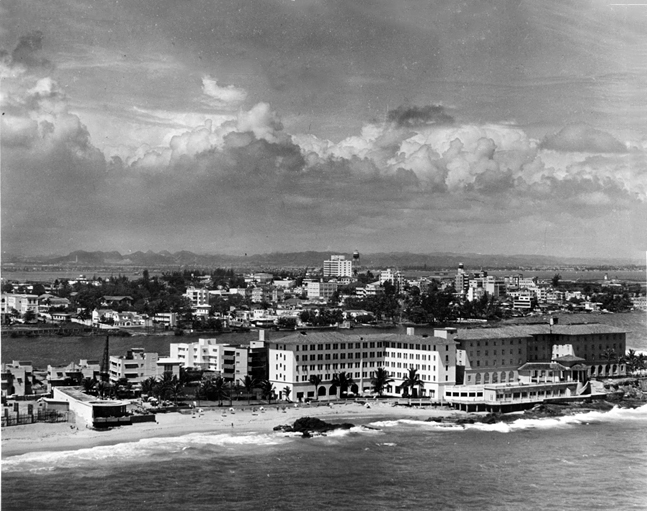
Condado Vanderbilt Hotel nel 1950.

L'esercito degli Stati Uniti fondò Camp Las Casas, nell'area di Las Casas nel 1904. Il campo era la principale base di addestramento del reggimento di fanteria portoricano (il 15 gennaio 1899, il governo militare cambiò il nome di Puerto Rico in Porto Rico e il 17 maggio 1932, il Congresso degli Stati Uniti cambiò di nuovo il nome in "Puerto Rico"). Il reggimento di fanteria era un reggimento dell'esercito degli Stati Uniti che in seguito fu ribattezzato "65th Infantry Regiment", che era segregato. Tuttavia, una divisione separata chiamata 375th Regiment arruolò soldati neri. La base continuò a funzionare fino al 1946, quando fu definitivamente chiusa. In seguito, in questa posizione sarebbe stato sviluppato il Residencial Las Casas.
Tra il 1937 e il 1948, Santurce divenne una delle zone più vivaci della capitale. Numerosi musei, gallerie d'arte e locali aprirono anche in questo periodo. Il distretto, in particolare Miramar e Sagrado Corazón, visse anche un boom architettonico poiché lo stile vernacolare Criollo interagiva con stili importati come Art Deco, Prairie School e Spanish Revival. Alcune di queste aree sono state designate dall'Puerto Rico State Historic Preservation Office (ufficio per la conservazione storica) come zone storiche protette oggi.

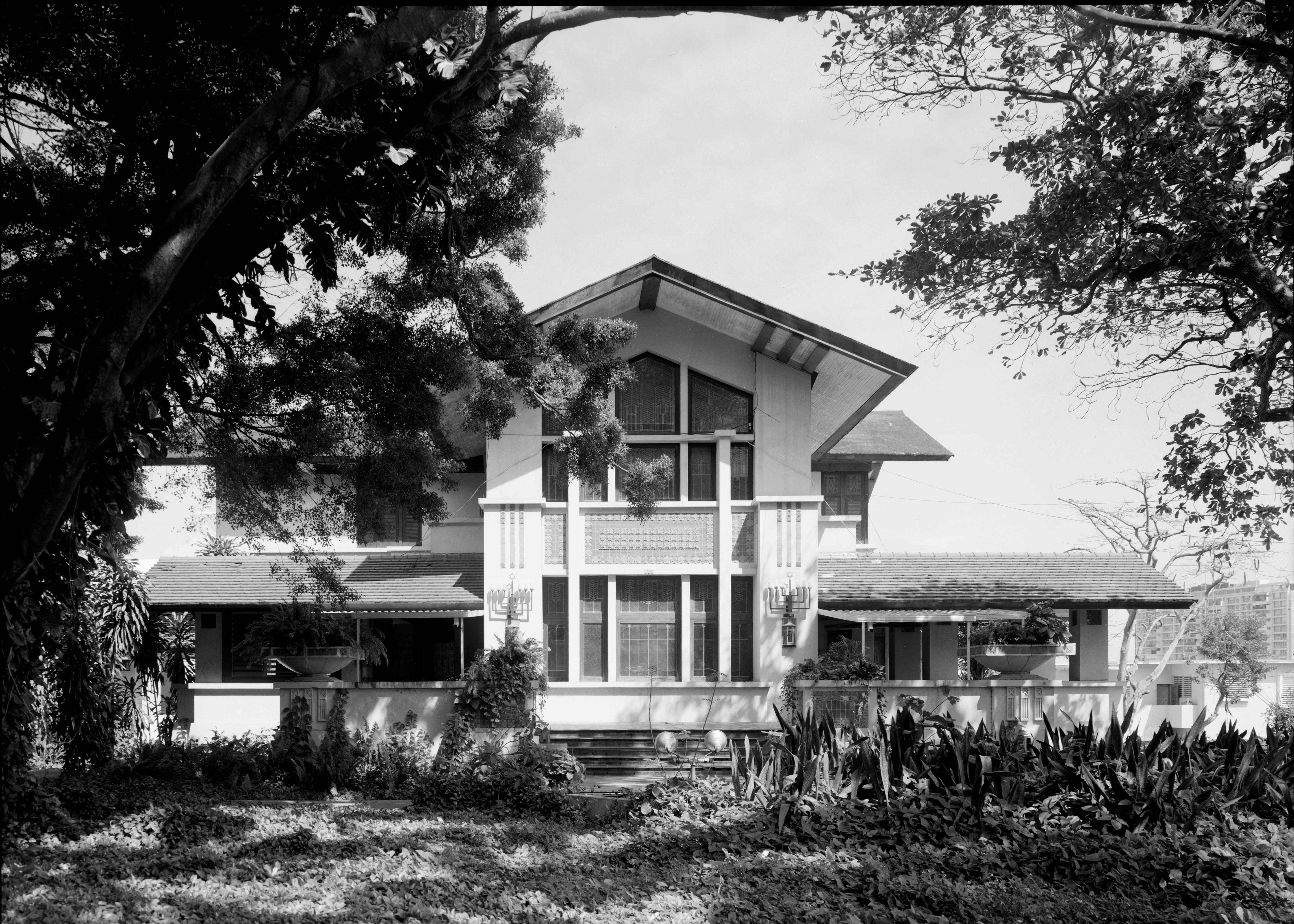
Korber House, che divenne la sinagoga Sha'are Zedeck nel 1954

Al suo apice demografico nel 1950, Santurce aveva una popolazione di 195.007 abitanti, il che la rendeva più popolata di ogni altro comune dell'isola a quel tempo. Questa cifra, insieme all'annessione di Río Piedras un anno dopo, portò la popolazione del comune di San Juan a 451.658 entro il 1960, rendendola la seconda città più grande dei Caraibi (dopo L'Avana) e la 29a città più grande degli Stati Uniti a quel tempo. La popolazione del distretto divenne la più diversificata a quel tempo con un gran numero di comunità di immigrati che stabilirono attività commerciali e istituzioni nella zona. Ad esempio, la prima sinagoga di Porto Rico, Sha'are Zedeck, fu fondata qui durante questo periodo nel 1952 da William Korber, un ricco portoricano di origine tedesca. Inoltre, un grande afflusso di ebrei cubani arrivò subito dopo la Rivoluzione cubana nel 1959. Con l'istituzione di un'infrastruttura stradale più solida su tutta l'isola, Santurce iniziò tuttavia a sperimentare un rapido declino della popolazione a partire dal decennio degli anni '60, quando un gran numero di residenti iniziò a spostarsi dalla città verso i nuovi sobborghi emergenti di Bayamón, Carolina, Guaynabo e Levittown, ad esempio. Questo periodo vide anche uno spostamento degli affari e della commercializzazione da Santurce, che prima funzionava come uno dei principali nuclei urbani della città, verso Hato Rey e il suo quartiere centrale degli affari di recente sviluppo che è popolarmente noto come il Miglio d'Oro (la Milla de Oro). Alla fine del XX secolo, Santurce aveva una popolazione di soli 95.000 abitanti e, ad eccezione di quartieri come Condado, Miramar e Ocean Park, stava vivendo un estremo degrado urbano.

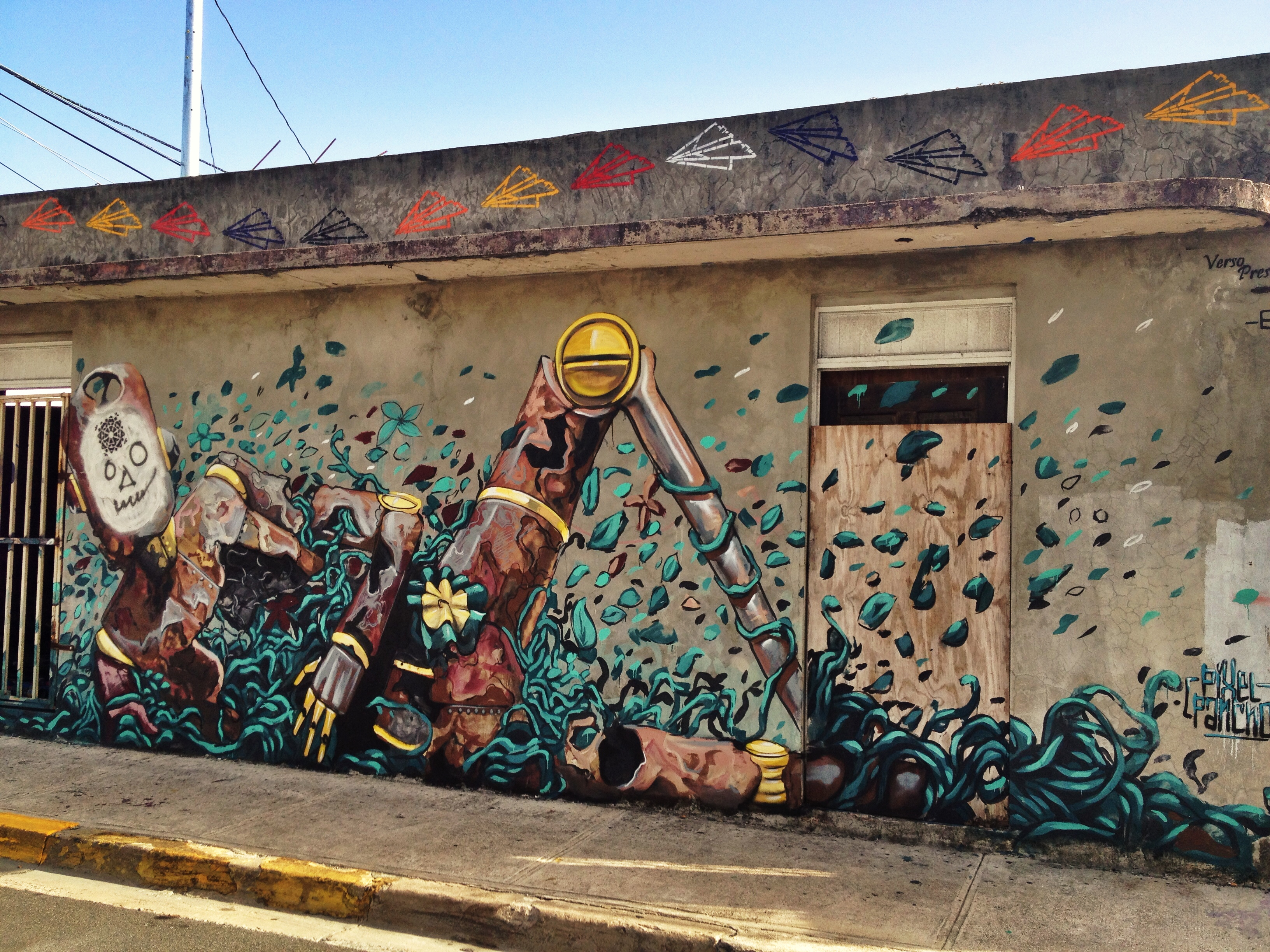
Cerra Street (2014)

### XXI secolo
Nonostante sviluppi notevoli come il Puerto Rico Convention District e il Tren Urbano, all'inizio del XXI secolo Santurce ha visto la continuazione di un periodo di declino economico ora associato alla crisi finanziaria del sistema bancario e dei mutui locali. Il distretto ha tuttavia iniziato un periodo di rinascita cosmopolita e crescita economica nel 2009, poiché molti nuovi stabilimenti locali come bar, club e ristoranti hanno aperto a causa della rinascita del commercio e del turismo stimolata da una diminuzione degli affitti che ha attratto sia artisti che imprenditori nella zona. Nel 2018, ventidue murales sono stati dipinti dentro e intorno a Santurce per illustrarne la cultura e la storia, che hanno ispirato l'annuale festival artistico Santurce es Ley, il più grande festival di murales e arti nei Caraibi e uno dei più grandi del suo genere in America Latina.

## Geografia

### Posizione

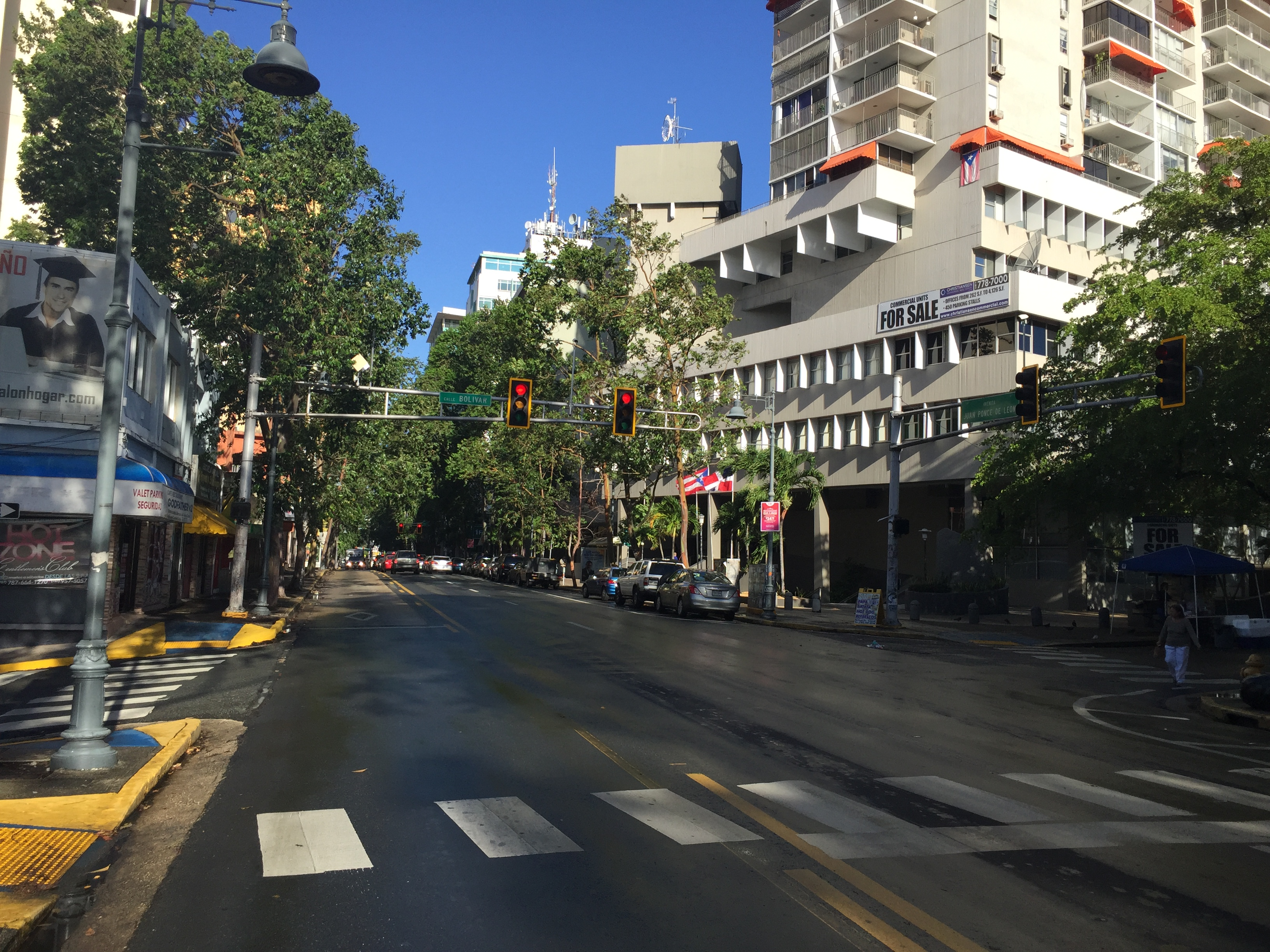
Avenida Juan Ponce de León all'altezza del quartiere San Mateo a Santurce

Il quartiere di Santurce si trova sulla costa nord del comune di San Juan. I suoi confini cardinali presentano a ovest la Baia di San Juan e il Caño San Antonio che la separa dall'Isleta de San Juan, sede del quartiere di San Juan Antiguo, comunemente noto come Vecchia San Juan. A nord di Santurce si trova l'Oceano Atlantico attraverso il quale si estendono oltre cinque chilometri di costa. A est è limitato dalle lagune "San José" e "Los Corozos", e dal quartiere Cangrejo Arriba del comune di Carolina dove si trova il settore turistico di Isla Verde. A sud, la delimitazione territoriale è tracciata dal Caño Martín Peña, che funge da confine naturale con il disciolto comune di Río Piedras, attualmente parte del Comune di San Juan. I quartieri della capitale che condividono detto Caño come limite territoriale con Santurce sono: Hato Rey Norte, Hato Rey Central e Oriente.

### Descrizione geografica
Santurce costituisce una penisola circondata dall'acqua su tutti i lati ad eccezione di un confine terrestre di circa 800 metri di lunghezza che la separa dal Comune di Carolina nel settore noto come Punta Las Marías. Gli altri collegamenti a terra avvengono tramite ponti. A nord-ovest ci sono tre ponti che collegano con l'Isleta de San Juan. Si tratta del "Ponte Dos Hermanos" (Ashford Avenue) che collega con Condado e dei ponti "G. Esteves" (Avenida Ponce de León) e "Puente de San Antonio" (Avenida Fernández Juncos) che collegano da Miramar. Come attraversamenti del Caño Martín Peña ci sono il Ponte della Costituzione (Avenida Kennedy Express), due ponti del Diego Express, il ponte dell'Avenida Muñoz Rivera, il Ponte Martín Peña (Avenida Ponce de León) e il ponte dell'Avenida Barbosa.
Oggi Santurce ha una superficie di circa 13,57 km² (5,25 mi²) e 8,96 km² (3,46 mi²) di superficie acquatica. Tuttavia, storicamente la maggior parte delle pianure, soprattutto ai margini delle lagune e dei canali esistenti, erano occupate da paludi e fitte foreste di mangrovie. Praticamente la metà del settore rimase ricoperto da questo tipo di vegetazione fino ai primi decenni del XX secolo quando la maggior parte di essi venne interrata e ricoperta da un immenso sistema di periferie. Tuttavia, lungo i margini del Caño Martín Peña, della Laguna San José e della Laguna Los Corozos persistono ancora zone paludose. C'è anche una piccola area di mangrovie sulle rive della Laguna di Condado. Quest'ultimo è l'unico corpo idrografico situato interamente nella giurisdizione territoriale di Santurce. All'estremità occidentale della penisola santurcina si trova il sottoquartiere di Isla Grande, precedentemente composto interamente da paludi e isole di mangrovie che furono riempite dalla Marina degli Stati Uniti.
La topografia è essenzialmente pianeggiante, anche se presenta dislivelli topografici che vanno dal livello del mare ai 32 metri di altezza nei punti più alti nelle zone centrali. Si distinguono cinque colli lungo la zona centrale, orientati da est a ovest, i cui nomi storici sono Alto del Olimpo (attualmente noto come Miramar), Alto de la Ollería, Alto de Látimer, Alto de la Iglesia e Alto de Ubarri.

### Clima
Il clima è tropicale monsonico. La temperatura media è di 23 °C. Il mese più caldo è agosto, con 24 °C, e il più freddo è dicembre, con 21 °C. La piovosità media è di 1.704 millimetri all'anno. Il mese più piovoso è settembre, con 226 millimetri di pioggia, e il più secco è gennaio, con 58 millimetri.

## Società
Santurce è stato il quartiere più popolato dell'intera isola fin dai primi decenni del XX secolo. Nel 1864, appena due anni dopo l'annessione al comune di San Juan, un censimento regionale rilevò che Santurce contava 922 abitanti. Nel 1899 la popolazione del settore era cresciuta di un drammatico 533%. Tuttavia, questo fu solo l’inizio di una crescita senza precedenti che avrebbe avuto luogo durante la prima metà del XX secolo. Nel 1935, un censimento speciale effettuato a Porto Rico mostrò che Santurce aveva raggiunto i 102.053 abitanti. Solo 15 anni dopo, la popolazione era raddoppiata, raggiungendo i 195.007 abitanti, di cui quasi la metà viveva in periferie estremamente povere. A partire da questo decennio si verificò una drastica riduzione, causata principalmente dall’eliminazione delle periferie che avevano proliferato lungo le rive del Caño Martín Peña e dal movimento migratorio verso gli Stati Uniti e altre zone dell’area metropolitana.
Secondo l'ultimo censimento riportato nel 2010, Santurce aveva ridotto la sua popolazione a 81.251 abitanti, cioè una cifra inferiore a quella riportata nel censimento del 1930.

### Evoluzione demografica
Abitanti censiti

### Etnie e minoranze straniere
Al 1º aprile 2000 la popolazione straniera era di 25.769 persone, pari al 27,4% della popolazione.
Gli immigrati dal Sudamerica sono 1.243, provenienti soprattutto da Colombia, Argentina e Venezuela. Ci sono anche 870 europei, la stragrande maggioranza dei quali sono nati in Spagna. Quelli dell'America centrale sono 220, quelli dei paesi asiatici 349 e quelli del Nord America, compreso il Messico ma esclusi gli Stati Uniti, raggiungono a malapena 95 individui. Non sono stati registrati immigrati dall'Oceania o dall'Africa.

### Suddivisioni
Santurce è divisa in quaranta settori conosciuti come "subbarrios" (sottoquartieri). Sebbene tali settori non servano a scopi amministrativi, lo United States Census Bureau li utilizza per scopi statistici. I sottoquartieri di Santurce, dalla loro creazione a metà del XX secolo, hanno subito modifiche dei confini territoriali e cambi di denominazione.

### Tradizioni e folclore
Il Día de San Juan è un'importante festività locale, celebrata ogni anno il 24 giugno, in onore di San Giovanni. Questo evento include feste popolari, danze tradizionali come la bomba e la plena, e celebrazioni religiose.

### Istituzioni, enti e associazioni
Tra i principali punti di riferimento culturali ci sono il Museo de Arte de Puerto Rico, che conserva una vasta collezione di arte portoricana, e il Teatro Tapia, uno storico teatro che ospita eventi teatrali e musicali. Il Centro de Bellas Artes Luis A. Ferré è un centro polivalente per le arti, mentre la Casa de los Contrafuertes promuove attività artistiche e culturali. Santurce è anche un polo per le arti urbane, grazie a iniziative come Santurce es Ley, che trasforma le strade in gallerie d'arte a cielo aperto.
Dal punto di vista sociale, l'Oficina de la Comunidad lavora per migliorare la qualità della vita degli abitanti, e la Corporación del Fondo del Seguro del Estado offre supporto ai lavoratori infortunati.

### Criminalità
La violenza è spesso legata a regolamenti di conti tra bande, piuttosto che a episodi contro i turisti o i residenti comuni.
Negli ultimi anni, il governo e le forze dell'ordine hanno rafforzato la sicurezza in alcune parti di Santurce per attrarre più turisti e investimenti.

## Trasporti
Il trasporto pubblico è garantito da diverse linee di autobus (localmente note come guaguas) gestite dalla Puerto Rico Metropolitan Bus Authority e che circolano lungo i viali principali di Ponce de León e Fernández Juncos, tra gli altri.
Nelle periferie di Santurce c'è un sistema di trasporto rapido chiamato Tren Urbano. La stazione Sagrado Corazón è il capolinea dell'unica linea della metropolitana di San Juan, situata nella sezione sud-orientale del distretto nel quartiere di Martín Peña.
Santurce si trova a pochi minuti di auto dall'aeroporto principale del territorio degli Stati Uniti, l'aeroporto internazionale Luis Muñoz Marín, e dall'aeroporto commerciale secondario di San Juan, l'aeroporto Isla Grande.

## Cultura

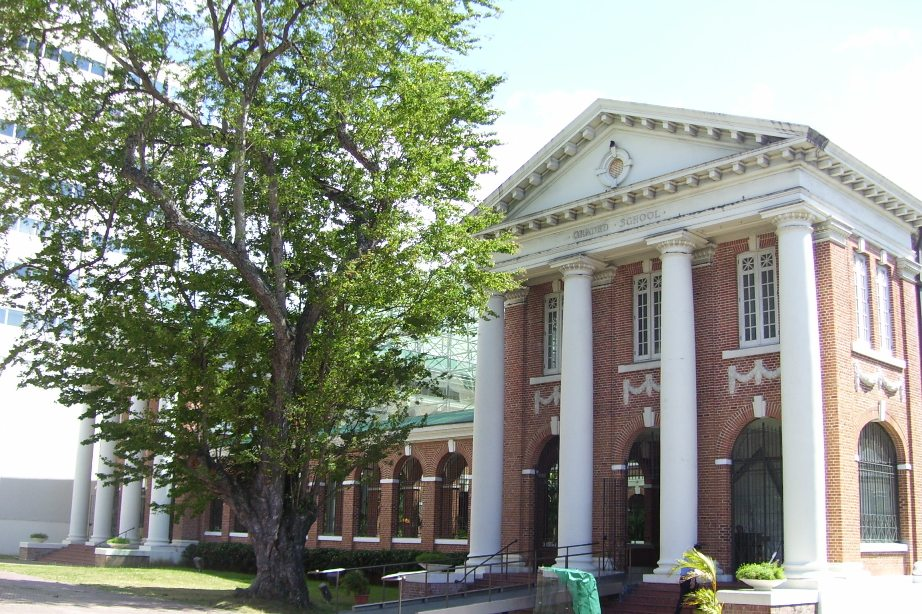
Museo d'arte contemporanea di Porto Rico

### Musei e gallerie
Santurce è la sede principale di due importanti musei dell'isola.
- il Museo d'Arte di Porto Rico
- il Museo d'arte contemporanea di Porto Rico
- la Galería Casa Jefferson

### Arti performative
- Balletti di San Juan (BSJ)
- Luis A. Ferré Performing Arts Center, capolavoro architettonico moderno e premiato delle belle arti
- Nel 2000 il Music Hall Theater di Santurce è stato rinominato Teatro Victoria Espinosa in onore della direttrice Victoria Espinosa.

## Istruzione

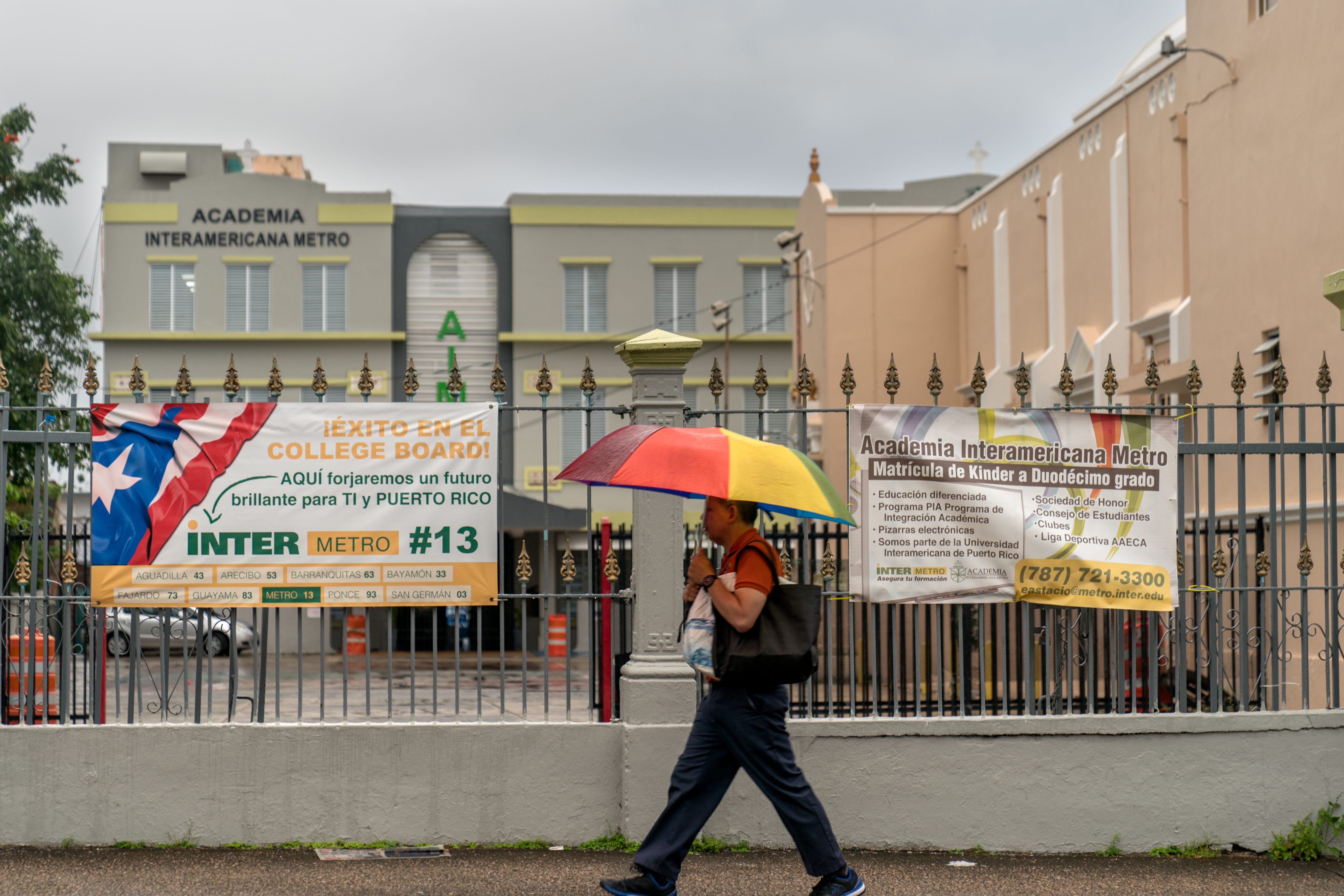
Academia Interamericana Metro

Santurce ospita alcuni degli istituti di istruzione privati più prestigiosi di Porto Rico.
- Conservatorio di Musica di Porto Rico
- Università del Sagrado Corazón
- Academia San Jorge
- Academia Interamericana Metro
- Perpetuo Socorro
- Robinson School
- Saint John's School

Include anche importanti scuole pubbliche:
- Padre Rufo School, scuola pubblica bilingue
- Central High School, costruita nel 1925 e inserita nel Registro nazionale dei luoghi storici degli Stati Uniti

## Monumenti e luoghi d'interesse

### Architetture religiose

#### Iglesia San Mateo de Cangrejos

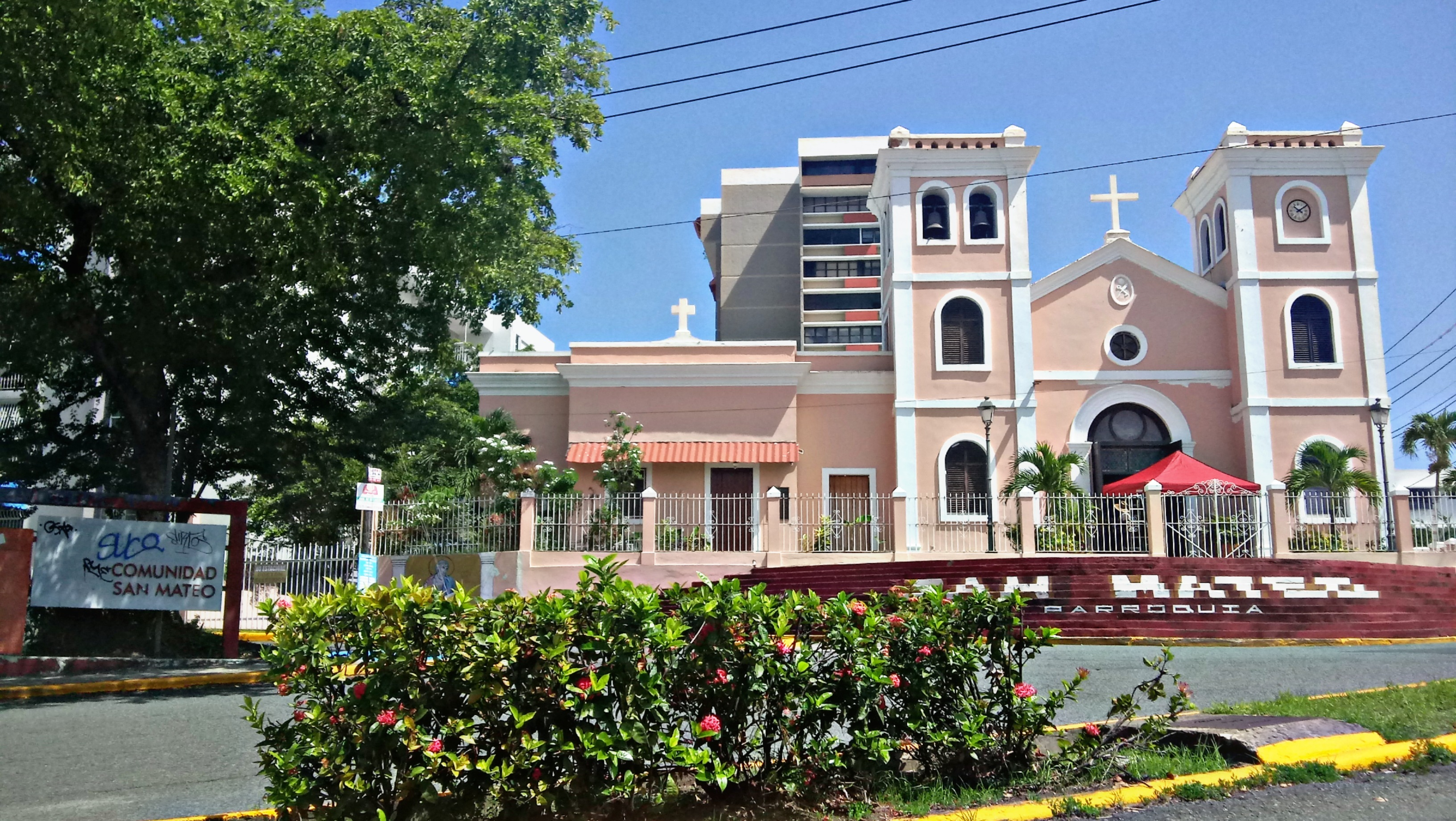

Nota per la sua architettura tradizionale, la chiesa riflette l'influenza dello stile coloniale portoricano, con elementi tipici di altre chiese storiche dell'isola. La struttura include una facciata semplice ma maestosa, con due torri a base quadrata che si elevano sopra il santuario, e una cupola che copre l'area centrale.

Nel corso degli anni, la chiesa ha subito alcuni restauri e modifiche, ma continua a essere un punto di riferimento per la comunità locale. Oltre alla sua funzione religiosa, è anche un luogo di interesse storico, in quanto testimonia la crescita e lo sviluppo di Santurce come parte integrante della capitale.

#### Iglesia del Espíritu Santo

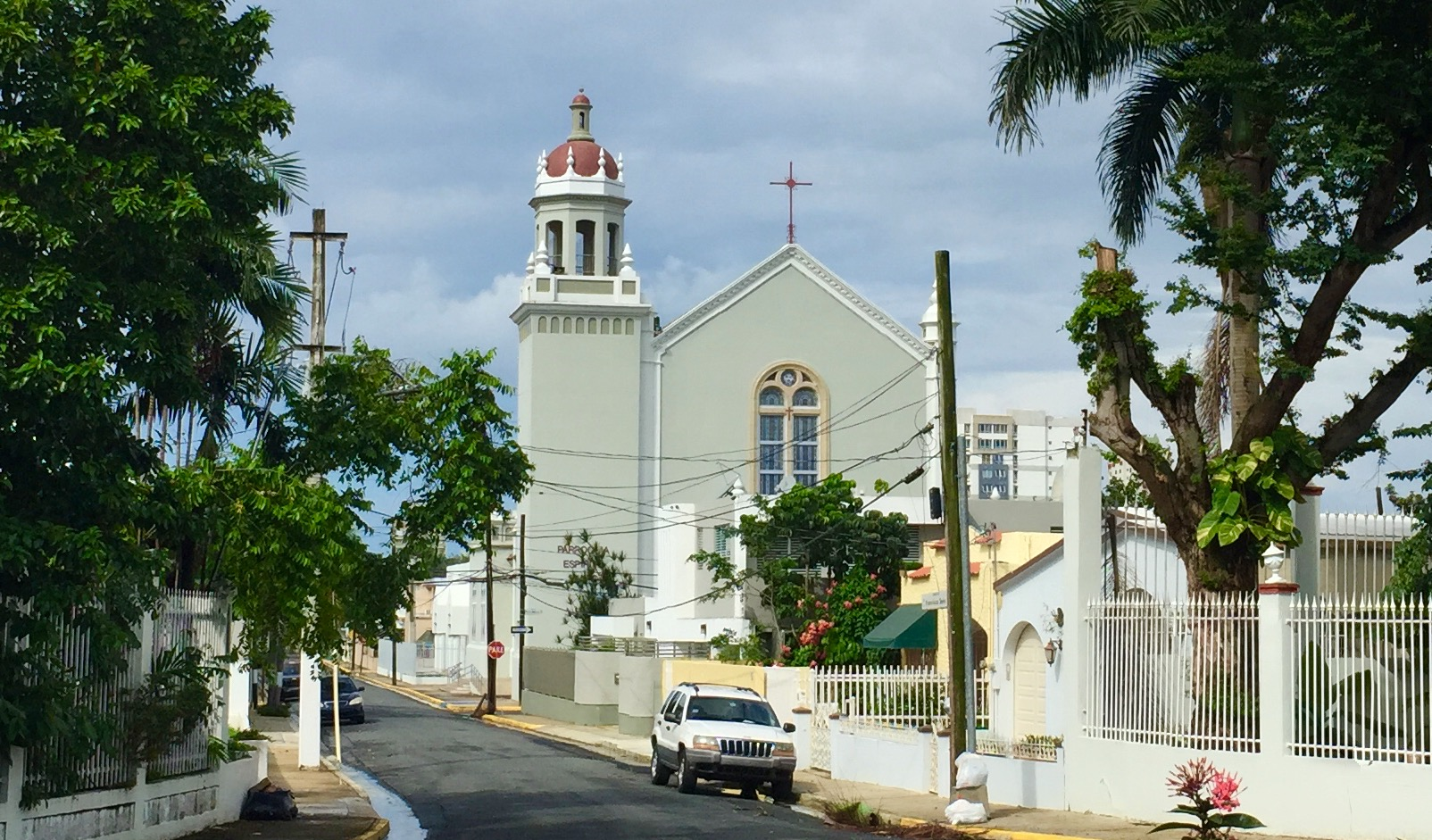

Questa chiesa, che ha una lunga storia, è conosciuta per la sua architettura moderna rispetto ad altre chiese più antiche. La sua struttura è piuttosto semplice ma imponente, con un design che punta a creare uno spazio accogliente e spirituale per i fedeli.

#### Capilla Nuestra Señora de Lourdes

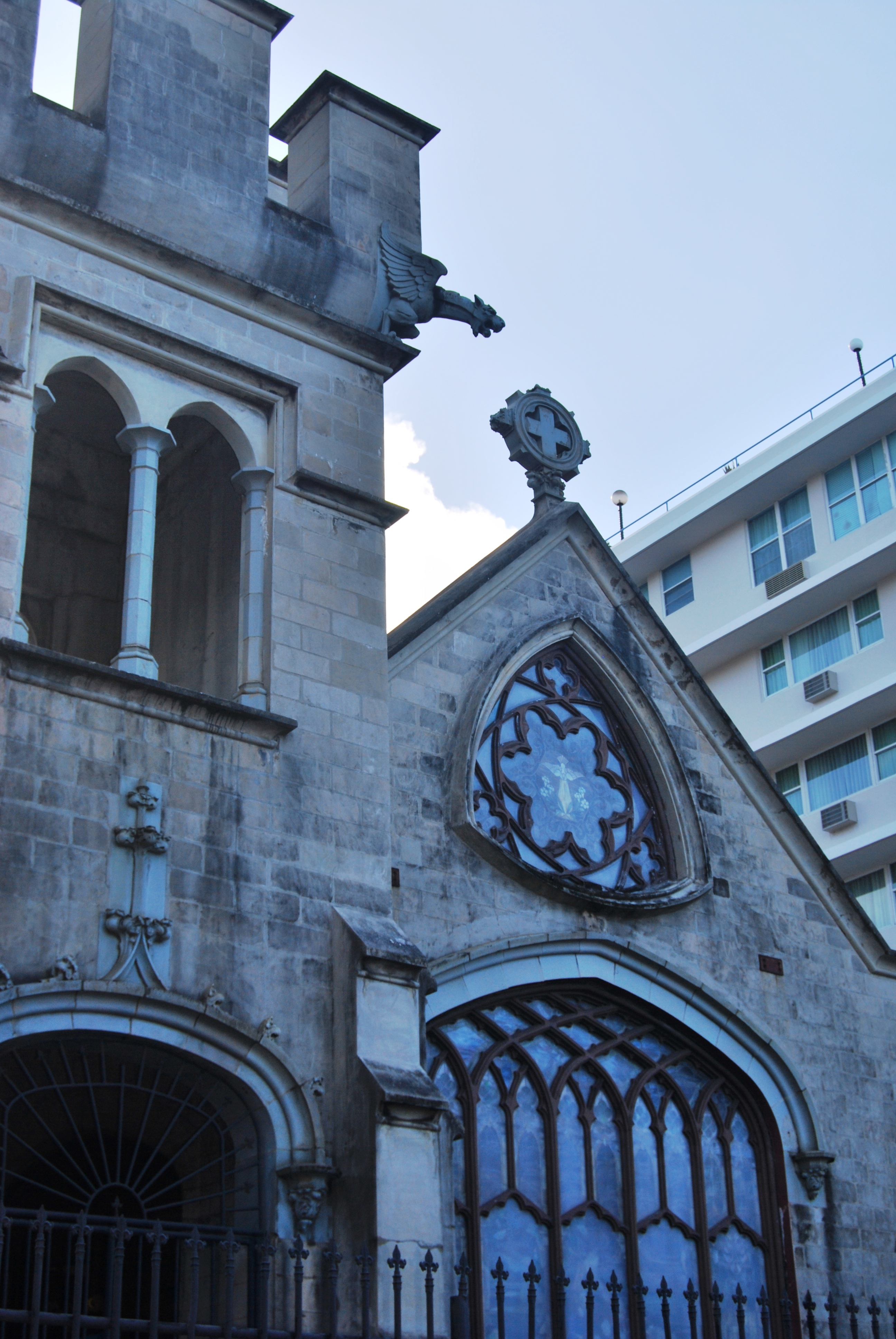

Progettata dall'architetto ceco Antonin Nechodoma e completata nel 1908, la cappella fu costruita grazie agli sforzi della comunità locale, che voleva un luogo di culto in questa zona, che all'epoca stava crescendo rapidamente. La sua costruzione si inserisce in un periodo in cui molte chiese e cappelle stavano adottando lo stile neogotico, che si caratterizza per archi acuti, finestre a forma di punta e una certa eleganza che richiama le chiese medievali europee.
Nel 1984, è stata inclusa nel Registro Nazionale dei Luoghi Storici degli Stati Uniti, riconoscendo il suo valore storico e culturale.
- Chiesa del Sagrado Corazón (Parada 19)
- Sinagoga di Shaare Tzadik
- Chiesa cattolica Stella-Maris
- Tempio Beth Shalom
- Parroquia San Vicente de Paúl (Parada 24)

## Sport
Santurce ha le strutture natatorie più moderne nei Caraibi e la quarta al mondo. È una struttura olimpica per sport acquatici utilizzata per ospitare eventi locali e internazionali come il 2° A.S.U.A Pan American Masters Swimming Championship. Il San Juan Natatorium si trova nel Central Park di Santurce.
Il distretto ha anche una squadra di baseball e di basket, entrambe note come Santurce Crabbers (Cangrejeros de Santurce) a causa del nome originale della township. Fanno parte della comunità da oltre 70 anni. Entrambe le squadre hanno avuto un grande successo nazionale, e la squadra di baseball è considerata come i "New York Yankees di Porto Rico", in gran parte grazie ai successi dei suoi giocatori leggendari, come Roberto Clemente e Willie Mays.

## Salute
Santurce dispone di una vasta rete sanitaria che comprende due dei migliori ospedali dell'isola, l'Ashford Presbyterian Community Hospital e il Pavia Hospital.

## Sicurezza
Come ogni città o quartiere, anche Santurce può avere zone più o meno sicure. Dopo il calar del sole è d'obbligo esercitare cautela. Avventurarsi a piedi per strade solitarie o, peggio ancora, su tratti di lungomare di El Condado significa esporsi al rischio di agguati e aggressioni.

## Economia
Santurce ha sperimentato una significativa crescita economica dopo la seconda guerra mondiale. Durante questo periodo il distretto ha subito una rivitalizzazione economica. Il turismo è anche un settore chiave basato sulla vicinanza di Santurce al principale aeroporto portoricano, l'aeroporto internazionale Luis Muñoz Marín, e al più piccolo aeroporto Fernando Luis Ribas Dominicci. La concentrazione di hotel si trova principalmente nell'area di Condado, dove ci sono numerosi hotel di lusso tra cui La Concha Resort, Marriott e il Conrad Hotel.